# سالاسپیلس
سالاسپیلس (به آلمانی: Kirchholm) شهرکی در لتونی با جمعیت ۲۱٬۱۰۲ نفر است که در Riga District واقع شده‌است.

## نگارخانه

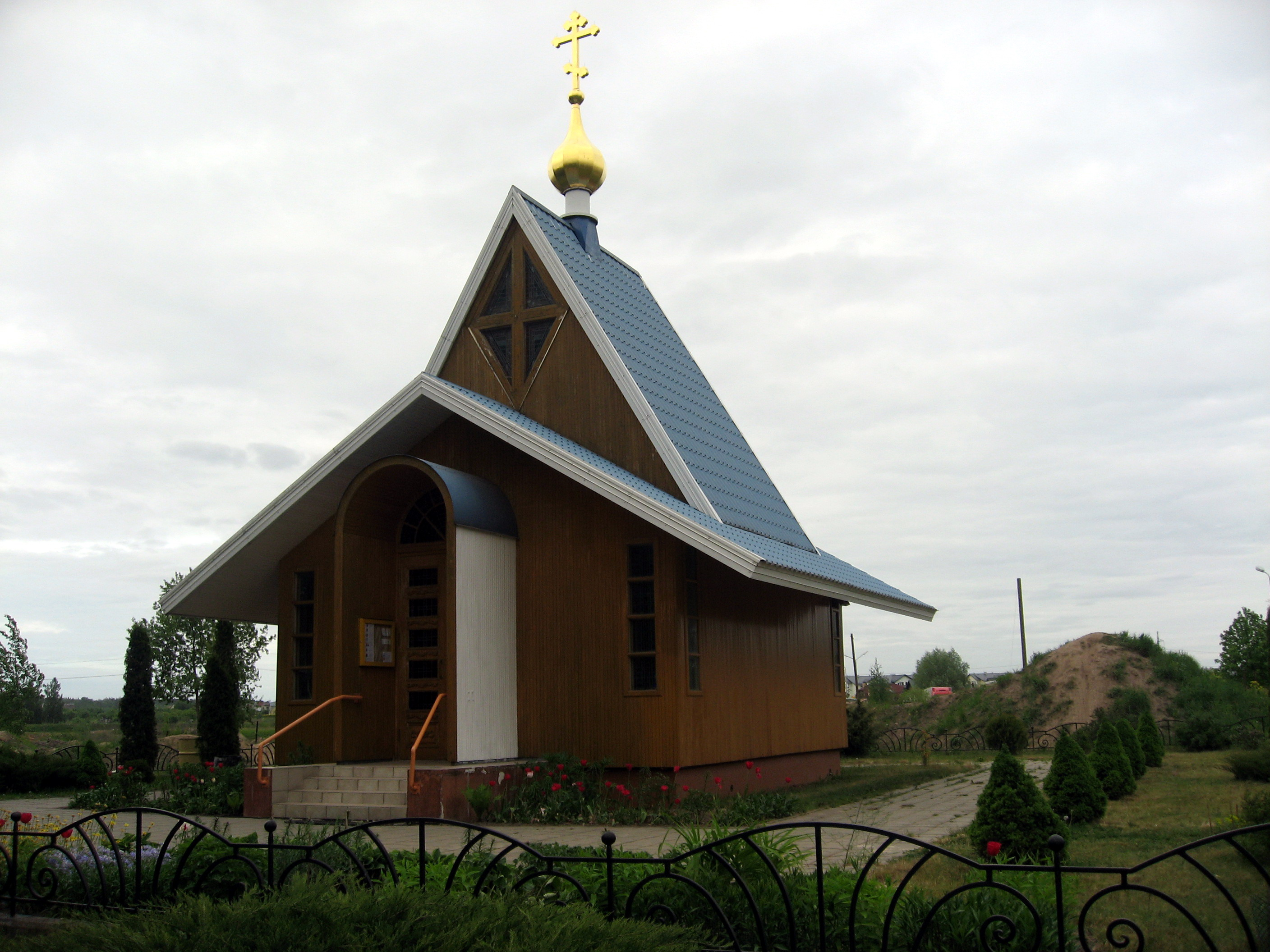